# Самегрело-Верхняя Сванетия
Самегре́ло-Ве́рхняя Сване́тия или Самегре́ло и Ве́рхняя Сване́тия (иногда Самегре́ло и Земо-Сване́ти; груз. სამეგრელო-ზემო სვანეთი; дословно как Мегрелия и Верхняя Сванетия) — один из краёв (мхаре) в Западной Грузии.
Край включает в себя восточное черноморское побережье и прилегающие земли Мегрелии и южную приэльбрусскую часть Главного Кавказского хребта — Верхнюю Сванетию. По нему протекают реки Ингури, Риони, Цхенисцкали, Хоби.
Административным центром региона является город Зугдиди.

## Географическое положение
Самегрело-Верхнесванетский регион расположен в центральной северо-западной части Грузии. Территория региона занимает 10,6 % площади Грузии, что составляет 7,4 тыс.кв.км. По этим данным регион занимает третье место в Грузии. Лесные массивы занимают площадь в 3,01 тыс.кв.км, что составляет 40,7 % всей площади региона. С запада регион граничит с Абхазией и Чёрным морем, на севере с главным водоразделяющим хребтом, на северо-востоке и востоке с Рачой-Лечхуми-Нижней Сванетией, на юго-востоке с Имеретией и на юге с Гурией.
Верхняя Сванетия считается гипсометрическим «потолком» Грузии. 96 % её территории находится на высоте 1000 м над уровнем моря, а 65,8 % территории находится на высоте 2000 метров. Умеренный климат, природная красота и защищенная фауна дает возможность для развития как зимнего так и летнего туризма.

## История

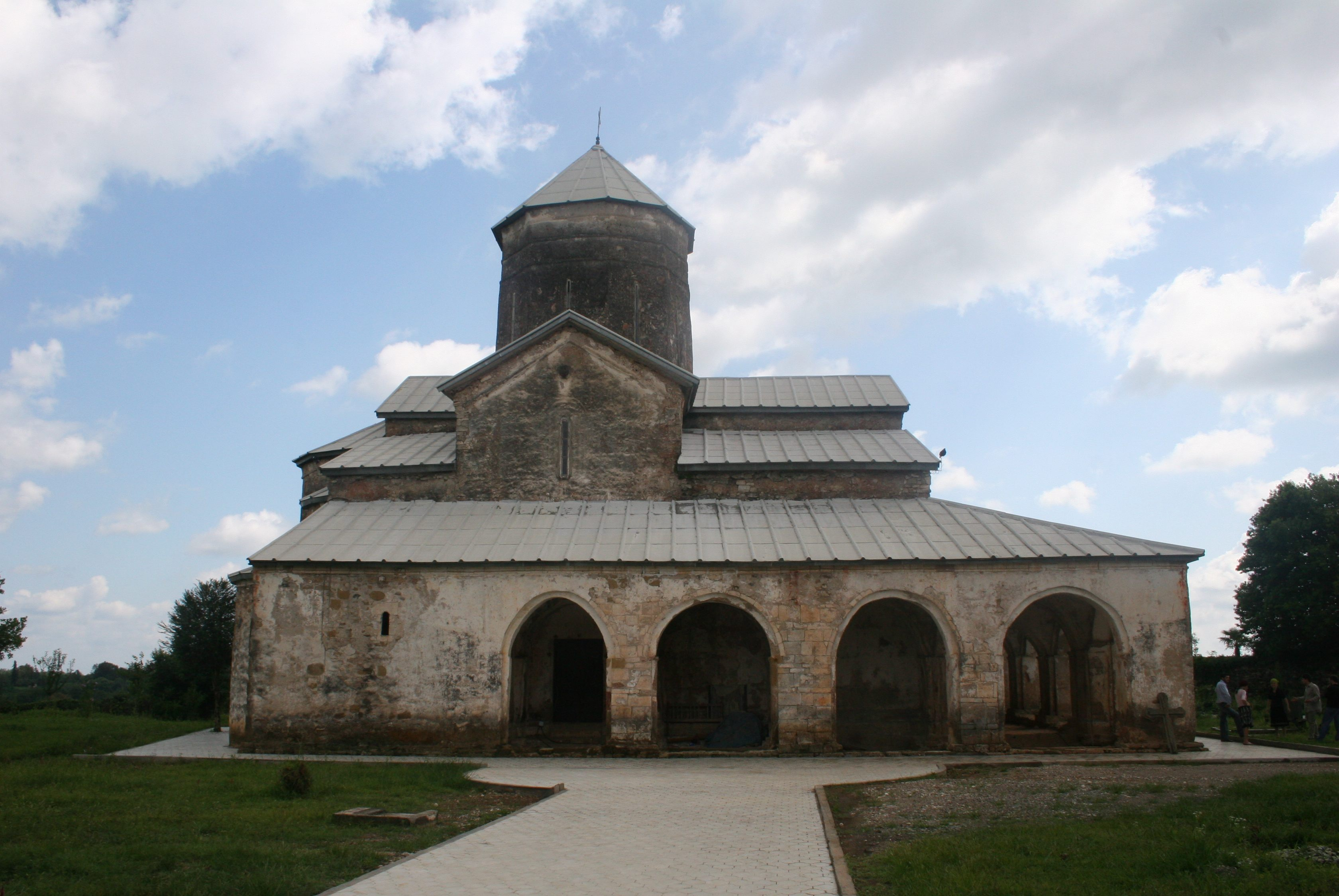
Собор в Цаленджихе — усыпальница князей Дадиани.

С ранних веков 2 географических соседа различающиеся между собой ландшафтом — Колхети и Сванети, часть одного из царств, в IV—III веке до н. э. сначала носят название Колхидского царства, чье могущество и сила отразилось в древнегреческих сказаниях о походе аргонавтов. В ранние века Сванетия является частью Колхидского, затем Эгрисского царства. В XI—XV в. Сванетия становится частью Грузинского феодального государства, а в начале 1-тысячелетия объединение колхских народов зарекомендовывает себя установившимися государством и в VII веке упоминается в урартских источниках, как царство колхов., а с 20-х годов XII века широко было известно во всем античном мире, и ставится Геродотом наряду с такими восточными монархиями, как Мидия и Персия. В эти годы, по сведениям древнегреческих поэтов, во главе государства находился царь, представитель династии Аэтидов (потомок легендарного колхидского царя Ээта).
В IV—III в. до н. э. Колхидское царство постепенно ослабевает, а на рубеже I в. до н. э. его завоевывает понтийский царь Митридат VI. Впоследствии, большинство областей попадает под влияние Римской империи, впоследствии Византии, Персии и Арабского Халифата.
Как гласит предание, первыми христианским проповедниками в Западной Грузии были ученики Христа — апостолы Андрей Первозванный и Симон Кананит. Раннее появления христианства подтверждает тот факт, что уже на первом Никейском мировом церковном собрании (325 г.) присутствовали трабзонский епископ Домнус и питиунтский (пицундский) епископ Стратофил.
Мегрельский и сванский регионы, в разные периоды, сыграли определенную роль в становлении грузинского государства, что подтверждается как местными, так и иностранными источниками, а также древнейшими культурными и архитектурными образцами, которые сохранились до наших дней.
Мегрелы (субэтническая группа грузинского народа) составляют более 95 % от всего населения региона.

## Административное деление
В административном отношении край включает 8 муниципалитетов и 1 город краевого подчинения (в 2016-2017 годах таких городов было два: помимо Поти к ним временно относился Зугдиди).
| Муниципалитет               | флаг | герб | площадь, км² | население перепись 2002, чел. | население перепись 2014, чел. | население оценка 2018, чел. | центр         |
| --------------------------- | ---- | ---- | ------------ | ----------------------------- | ----------------------------- | --------------------------- | ------------- |
| Поти, город                 | Флаг | Герб | 65           | 47 149                        | 41 465                        | 41 731                      |               |
| Абашский муниципалитет      | Флаг | Герб | 321          | 28 707                        | 22 341                        | 20 845                      | г. Абаша      |
| Зугдидский муниципалитет    | Флаг | Герб | 682          | 167 760                       | 105 509                       | 105 259                     | г. Зугдиди    |
| Мартвильский муниципалитет  | Флаг | Герб | 881          | 44 627                        | 33 463                        | 32 566                      | г. Мартвили   |
| Местийский муниципалитет    | Флаг | Герб | 3045         | 14 248                        | 9316                          | 12 511                      | пгт Местиа    |
| Сенакский муниципалитет     | Флаг | Герб | 521          | 52 112                        | 39 652                        | 36 939                      | г. Сенаки     |
| Хобский муниципалитет       | Флаг | Герб | 725          | 41 240                        | 30 548                        | 29 247                      | г. Хоби       |
| Цаленджихский муниципалитет | Флаг | Герб | 647          | 40 133                        | 26 158                        | 24 876                      | г. Цаленджиха |
| Чхороцкуский муниципалитет  | Флаг | Герб | 619          | 30 124                        | 22 309                        | 21 931                      | г. Чхороцку   |
| край, всего                 |      |      | 7442         | 466 100                       | 330 761                       | 320 805                     | г. Зугдиди    |

## Руководство
С августа 2020 года государственным уполномоченным-губернатором в регионе Самегрело-Верхняя Сванетия является Георгий Гегучия.
1. Бондо Джикия (1995)
2. Лери Читанава (2000)
3. Георгий Угулава (2004)
4. Михаил Ардия (2005)
5. Заза Горозия (2007—2011)
6. Гурам Мисабишвили (2011—2012)
7. Заза Горозия (2012—2013)
8. Тенгиз Гунава (2013)
9. Леван Шония (2013—2018)
10. Александр Моцерелия (2018—)[8]

## Население
По состоянию на 1 января 2023 года численность населения края составила 410 805 жителей, на 1 января 2014 года — 476 300 жителей, на 1 января 2009 года — 468 000 жителей.
Города Мегрелии:
- Зугдиди (43 000 чел., оценка 2023 года),
- Поти (49 465 чел.),
- Сенаки (23 596 чел.),
- Абаша (5141 чел.),
- Мартвили (4425 чел.),
- Хоби (6242 чел.),
- Цаленджиха (5847 чел.),
- Чхороцку (3141 чел., перепись 2014 года),
- Джвари (1263 чел.).

Крупнейший населённый пункт Верхней Сванетии (Местийского муниципалитета):
Посёлок городского типа Местиа (2973 чел., перепись 2014 года).
Население края по переписи 2002 года — 566 100 человек. Из них 481 185 чел. (или 85 %) составляют мегрелы, 67 932 (или 12 %)чел. сваны, (0,9 %) — русские, а также украинцы (828 чел.), армяне (476 чел.), абхазы (423 чел.), около 6 тыс. собственно грузины и другие.
Население края по переписи 2023 года составило 410 805 человек.
Национальный состав края
 (перепись 2014 года)
|               | чел.    | %        |
| ------------- | ------- | -------- |
| всего         | 440 761 | 100,00 % |
| Грузины       | 428 662 | 99,37 %  |
| Русские       | 2173    | 0,35 %   |
| Украинцы      | 812     | 0,09 %   |
| Армяне        | 343     | 0,04 %   |
| Азербайджанцы | 78      | 0,02 %   |
| Греки         | 65      | 0,02 %   |
| Цыгане (боша) | 53      | 0,02 %   |
| Осетины       | 46      | 0,01 %   |
| Ассирийцы     | 36      | 0,01 %   |
| Абхазы        | 34      | 0,01 %   |
| другие        | 183     | 0,06 %   |

Основное население края Самегрело-Верхняя Сванетия делятся на мегрелов (мингрелов) (до 90 %), говорящие на своём мегрельском языке, и сванов (до 10 %), имеющими собственный сванский язык и живущими в основном на севере в Сванетии: в Местийском муниципалитете (а также в Лентехском муниципалитете края Рача-Лечхуми и Нижняя Сванетия и до августа 2008 г. в верхней части Кодорского ущелья Абхазии).
Национальный состав края и его муниципалитетов (2014)
| муниципалитет | всего   | грузи- ны | %       | рус- ские | %      | ук- раин- цы | %      | армя- не | %      | азер- байд- жанцы | %      | гре- ки | %      | Цыга- не | %      | осети- ны | %      | др. | %      |
| ------------- | ------- | --------- | ------- | --------- | ------ | ------------ | ------ | -------- | ------ | ----------------- | ------ | ------- | ------ | -------- | ------ | --------- | ------ | --- | ------ |
| Поти, город   | 41 465  | 40 446    | 97,54 % | 604       | 1,46 % | 143          | 0,34 % | 65       | 0,16 % | 40                | 0,10 % | 28      | 0,07 % | 32       | 0,08 % | 23        | 0,06 % | 84  | 0,20 % |
| Абашский      | 22 341  | 22 258    | 99,63 % | 51        | 0,23 % | 7            | 0,03 % | 3        | 0,01 % | 2                 | 0,01 % | 3       | 0,01 % | 0        | 0,00 % | 5         | 0,02 % | 12  | 0,05 % |
| Зугдидский    | 105 509 | 105 079   | 99,59 % | 238       | 0,23 % | 67           | 0,06 % | 15       | 0,01 % | 7                 | 0,01 % | 10      | 0,01 % | 20       | 0,02 % | 7         | 0,01 % | 66  | 0,06 % |
| Мартвильский  | 33 463  | 33 394    | 99,79 % | 33        | 0,10 % | 6            | 0,02 % | 2        | 0,01 % | 1                 | 0,00 % | 4       | 0,01 % | 0        | 0,00 % | 4         | 0,01 % | 19  | 0,06 % |
| Местийский    | 9316    | 9299      | 99,82 % | 11        | 0,12 % | 3            | 0,03 % | 1        | 0,01 % | 0                 | 0,00 % | 0       | 0,00 % | 0        | 0,00 % | 0         | 0,00 % | 2   | 0,02 % |
| Сенакский     | 39 652  | 39 476    | 99,56 % | 59        | 0,15 % | 25           | 0,06 % | 39       | 0,10 % | 9                 | 0,02 % | 5       | 0,01 % | 1        | 0,00 % | 2         | 0,01 % | 36  | 0,09 % |
| Хобский       | 30 548  | 30 424    | 99,59 % | 68        | 0,22 % | 31           | 0,10 % | 5        | 0,02 % | 3                 | 0,01 % | 2       | 0,01 % | 0        | 0,00 % | 3         | 0,01 % | 12  | 0,04 % |
| Цаленджихский | 26 158  | 26 043    | 99,56 % | 71        | 0,27 % | 22           | 0,08 % | 7        | 0,03 % | 0                 | 0,00 % | 3       | 0,01 % | 0        | 0,00 % | 1         | 0,00 % | 11  | 0,04 % |
| Чхороцкуйский | 22 309  | 22 243    | 99,70 % | 38        | 0,17 % | 8            | 0,04 % | 6        | 0,03 % | 2                 | 0,01 % | 0       | 0,00 % | 0        | 0,00 % | 1         | 0,00 % | 11  | 0,05 % |
| край, всего   | 330 761 | 328 662   | 99,37 % | 1173      | 0,35 % | 312          | 0,09 % | 143      | 0,04 % | 64                | 0,02 % | 55      | 0,02 % | 53       | 0,02 % | 46        | 0,01 % | 253 | 0,08 % |

В конфессиональном отношении подавляющее большинство населения Самегрело-Верхней Сванетии относится к Грузинской православной церкви — 326 061 чел. (98,58 %). В регионе также имеется небольшое количество последователей ислама (766 чел.) и Армянской апостольской церкви (23 чел.).

## Культура

### Театры
- Зугдидский городской театр им.Ш.Дадиани,
- Зугдидский кукольный театр,
- Сенакский театр,
- Потийский театр.

Зугдидский городской кинотеатр.

### Музеи
- Европейский дворец музей князей Дадиани в Зугдиди,
- Музей спорта в Зугдиди,
- Мартвили,
- Музей колхидской культуры  в городе Поти,
- городской музей Сенаки,
- городской музей Чхороцку,
- городской музей Хоби,
- городском музей, и дом музей Константина Гамсахурдиа, Абаша,
- городской музей Цаленджиха.
- краеведческий сванский музей в посёлке Местиа.

### Образование

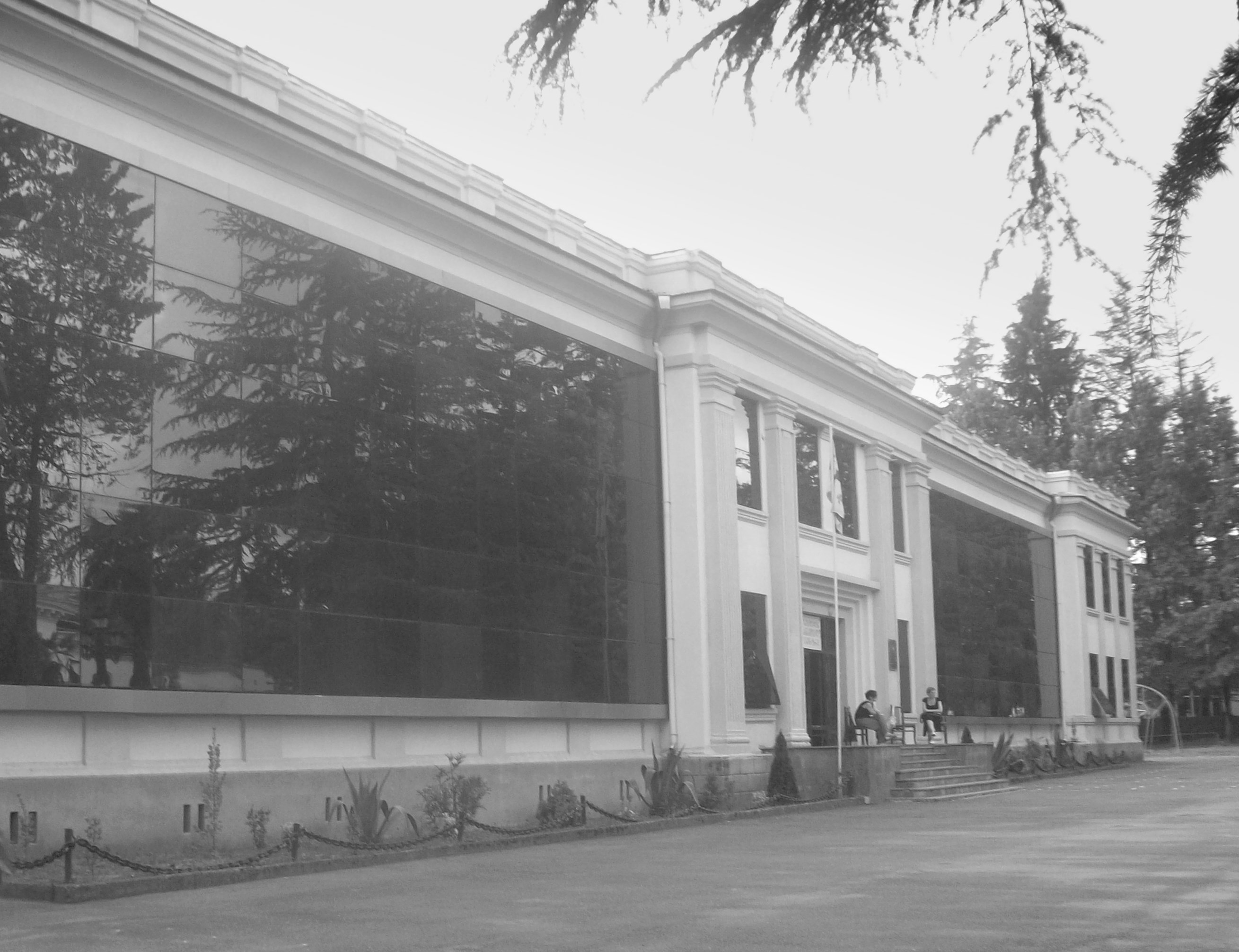
Вторая средняя школа им. Мераба Костава в Зугдиди

Первое училище на территории Мегрелии появилось в 1830 году в Мартвили, во время правления Левана V. Особую роль в распространении образования в Мегрелии сыграло основанное в 1879 году «Общество распространения грамотности среди Грузин», с помощью которого было открыто несколько народных школ. К концу XIX века почти во всех деревенских сообществах функционировала школа. В начале XX века регионе было 179 школ. Центром распространения образования стал город Поти, где действовали городская библиотека, две гимназии и несколько училищ. С установлением советской власти, и последующей реформы образования, в Мегрелии увеличилось число школ. К 1957 году в Мегрелии действовало 379 школ, в которых учились 63.5 тысяч учеников и работали 5.8 тысяч педагогов, в 1970 году насчитывалось 422 школы, 83.8 тысячи учеников и 8.9 тысяч педагогов. Процессы 70-80 годов вызвали уменьшение количества школ. В 1985 году существовала 401 школа и 70.4 тысячи учеников, а в 1990 году — 383 школы и 66.8 тысяч учеников.

## Общая карта
Легенда карты:
|  | Более 30 000 чел.        |
|  | от 10 000 до 30 000 чел. |
|  | от 5 000 до 10 000 чел.  |
|  | от 1 000 до 5 000 чел.   |
|  | от 500 до 1 000 чел.     |